# Barbara d'Autriche
 (mai 2022).
Si vous disposez d'ouvrages ou d'articles de référence ou si vous connaissez des sites web de qualité traitant du thème abordé ici, merci de compléter l'article en donnant les références utiles à sa vérifiabilité et en les liant à la section « Notes et références ».
Barbara d'Autriche, (Innsbruck, 30 avril 1539 - Ferrare 19 septembre 1572), est une archiduchesse d'Autriche et princesse de Hongrie et de Bohême. Elle est une fille de l'empereur Ferdinand d'Autriche et de sa femme Anne Jagellon.

## Biographie
Comme ses sœurs, elle reçoit une éducation très religieuse. Dotée d'un physique ingrat, elle se marie tardivement à l'âge de 26 ans en 1565 avec Alphonse II d'Este, duc de Ferrare. Le mariage est heureux, mais reste sans enfants. 